# جو زوهرليانا
جو زوهرليانا (بالإنجليزية: Joe Zoherliana)‏، (مواليد 10 مايو 1999) هو لاعب كرة قدم هندي يلعب في صفوف نادي نورث إيست يونايتد في الدوري الهندي الممتاز.

## روابط خارجية
- جو زوهرليانا على موقع قاعدة بيانات كرة القدم.إي يو (الإنجليزية)